# 養父市立大屋中学校
養父市立大屋中学校（やぶしりつ おおや ちゅうがっこう）は、兵庫県養父市にある公立中学校。

## 沿革
- 1947年（昭和22年）3月31日 大屋村立大屋中学校創立
- 1947年（昭和22年）4月1日 南谷村立南谷中学校、南谷村立明延中学校、西谷村立西谷中学校創立
- 1947年（昭和22年）4月22日 口大屋村立口大屋中学校創立
- 1952年（昭和27年）4月1日 明延中が南谷村立南谷中学校に統合
- 1955年（昭和30年）3月31日 大屋村、口大屋村、南谷村、西谷村が合併し大屋町となったことに伴い、それぞれ大屋町立に改称
- 1965年（昭和40年）4月1日 大屋中、口大屋中、西谷中を新たに大屋町立大屋中学校に統合
- 1972年（昭和47年）3月31日 南谷中を大屋町立大屋中学校に統合
- 2004年（平成16年）4月1日 養父郡4町が合併により養父市となったことに伴い養父市立大屋中学校に改称

## 部活動
- 野球部
- 男子卓球部
- 女子バレーボール部
- 吹奏楽部

## 通学区域
養父市大屋町全域。以下の小学校区に該当する。
- 養父市立大屋小学校

## 通学区域が隣接している学校
- 養父市立関宮学園
- 養父市立八鹿青渓中学校
- 養父市立養父中学校
- 朝来市立朝来中学校
- 宍粟市立一宮北中学校
- 宍粟市立波賀中学校
- 鳥取県若桜町立若桜学園